# It's the End of the World as We Know It (And I Feel Fine)
It's the End of the World as We Know It (And I Feel Fine) is een nummer van de Amerikaanse band R.E.M. Het verscheen op hun album Document uit 1987. Op 16 november van dat jaar werd het nummer uitgebracht als de tweede single van het album.

## Achtergrond
It's the End of the World as We Know It (And I Feel Fine) is geschreven door alle bandleden en geproduceerd door de band in samenwerking met Scott Litt. Het nummer kwam voort uit een niet uitgebrachte opname met de titel PSA (Public Service Announcement); de melodie en het tempo van de nummers lijken erg op elkaar. Dit nummer werd in 2003 opnieuw opgenomen en uitgebracht als single onder de titel Bad Day. In een interview vertelde gitarist Peter Buck dat het nummer is geschreven in de traditie van Subterranean Homesick Blues van Bob Dylan.
It's the End of the World as We Know It (And I Feel Fine) staat bekend om de snel gezongen tekst die lijkt alsof het een stream of consciousness is. Het nummer kent diverse verwijzingen, waaronder een kwartet met de initialen L.B.: Leonard Bernstein, Leonid Brezjnev, Lenny Bruce en Lester Bangs. In een interview vertelde zanger Michael Stipe dat deze regel was geïnspireerd door een droom die hij had waar alle aanwezigen beroemdheden waren met die initialen. In een ander interview met Q uit 1992 vertelde hij over het nummer: "De woorden komen overal vandaan. Ik ben me erg bewust van alles dat om me heen gebeurt, of ik nu slaap, wakker ben, aan het dromen ben of gewoon in het alledaagse leven zit, dus dat belandde in het nummer samen met heel veel andere dingen die ik zag toen ik op tv aan het zappen was. Het is een verzameling van streams of consciousness."
It's the End of the World as We Know It (And I Feel Fine) bereikte in thuisland de Verenigde Staten de 69e positie in de Amerikaanse Billboard Hot 100, terwijl in het Verenigd Koninkrijk de 87e positie in de UK Singles Chart werd bereikt.
In Nederland werd de plaat destijds regelmatig gedraaid op Radio 3 en bereikte desondanks de destijds twee hitlijsten op de nationale publieke popzender niet (de Nederlandse Top 40 en de Nationale Hitparade Top 100). In de pan Europese hitlijst, de TROS Europarade, werd géén notering behaald, aangezien deze lijst op donderdag 25 juni 1987 voor de laatste keer op Radio 3 werd uitgezonden.
Ook in België werden zowel de voorloper van de Vlaamse Ultratop 50, de Vlaamse Radio 2 Top 30 als de Waalse hitlijst niet bereikt.
Nadat R.E.M. bij het grote publiek was doorgebroken na de single Losing My Religion en het album Out of Time, werd het aan het eind van 1991 opnieuw als single uitgebracht in een aantal landen. In Australië behaalde het deze keer de vierde plaats, terwijl in het Verenigd Koninkrijk de beste positie werd verbeterd naar plaats 39. In 1996 werd de plaat door regisseur Roland Emmerich ook gebruikt in een scene van de bioscoop kaskraker Indepence Day.
It's the End of the World as We Know It (And I Feel Fine) is gecoverd door een aantal artiesten; vooral wanneer men het einde van de wereld voorspelt, stijgt het in populariteit. Toen radio-omroeper Harold Camping voorspelde dat op 21 mei 2011 de wereld ten einde zou komen, speelden Matt Nathanson, Sugarland en Little Big Town het tijdens hun concert op die dag in Holmdel, New Jersey, terwijl Bon Jovi hetzelfde deed tijdens hun concert in Milwaukee, Wisconsin. Naar aanleiding van het 2012-fenomeen, waarin werd voorspeld dat de wereld op 21 december 2012 ten einde zou komen, brachten skapunkband Starpool en ambientmuzikant Peter Buffett afzonderlijk van elkaar covers uit van het nummer. Andere artiesten die het nummer hebben gecoverd, zijn onder anderen Chris Carrabba, Vic Chesnutt, dc Talk, America Ferrera (in de televisieserie Ugly Betty) en Luciano Ligabue.

## NPO Radio 2 Top 2000
| Nummer met noteringen in de NPO Radio 2 Top 2000 | '16  | '17  | '18  | '19  | '20 | '21  | '22  | '23  | '24  |
| ------------------------------------------------ | ---- | ---- | ---- | ---- | --- | ---- | ---- | ---- | ---- |
| It's the End of the World as We Know It          | 1468 | 1377 | 1587 | 1724 | 983 | 1447 | 1616 | 1746 | 1999 |

1. ↑  Een vetgedrukt getal geeft de hoogste notering aan.
2. ↑  2016 was het eerste jaar met een notering voor dit nummer.